# Dommery
Dommery é uma comuna francesa na região administrativa de Grande Leste, no departamento Ardenas. Estende-se por uma área de 10,38 km². Em 2010 a comuna tinha 185 habitantes (densidade: 17,8 hab./km²).